# Idioma huilliche
Huilliche (também Williche, Huiliche, Veliche) é um ramo extinto das moribundo da família  linguística araucana. Em 1982, era falada por cerca de 2.000 pessoas étnicas Huilliche no Chile, mas agora só é falado por alguns idosos. É falado nas regiões Los Lagos e  Los Ríos; e vales das montanhas, entre a cidade de Valdivia e o sul, em direção ao arquipélago de Chiloé.
Huilliche é composto de pelo menos duas variedades, chamadas Huillichesungun e Tsesungun pelos seus falantes. Huillichesungun é falado em Wequetrumao, na ilha de Chiloé, e Tsesungun é falado Choroy Traiguen, na costa da província de Osorno.. O Huilliche está intimamente relacionado ao Mapudungun, a língua dos Mapuches, embora sejam necessárias mais pesquisas para determinar o grau de inteligibilidade mútua entre os dois. O projeto "Enduring Voices" da National Geographic relata o seguinte:
 "Eles estão em algum grau ocultos dentro do grupo étnico mapuche mais amplo, mas se consideram bastante distintos tanto na linguagem quanto na identidade [...] Embora as duas línguas Huillichesungun e Tsesungun possam compartilhar até 80% das palavras básicas, confirmamos que eles diferem em seus sons e gramática, bem como em sua identidade etno-lingüística [...] Inesperadamente, Tsesungun, embora esteja geograficamente mais próximo de Mapudungun, é menos semelhante a ele ".
O padre jesuíta Luis de Valdivia relatou em 1606 que havia uma unidade linguística no território entre Coquimbo e Chiloé, do Pacífico aos Andes, e que isso era composto por variedades cujas diferenças eram principalmente de pronúncia e vocabulário. Essa análise é apoiada por pesquisadores do final do século XIX e início do século XX, como Félix de Augusta ou Rodolfo Lenz, e por pesquisadores da segunda metade do século XX, como Robert Croese. Os dois últimos observaram que Huilliche era a mais divergente das variedades araucanas, assim como Pilar Álvarez-Santullano, pesquisador em fonologia e sintaxe de Chesungun na costa de Osorno.
A maioria dos falantes de Huilliche é de adultos mais velhos, e a maioria de Huilliche étnica fala espanhol como primeira língua, tornando as duas variedades de Huilliche altamente ameaçadas.

## Escrita
O alfabeto latino usado pela língua Huilliche não apresenta as letras B, C (exceto em Ch), H (exceto em Ch e Sh), I, Q, X, Z. Usam-se as formas Ch, Sh, L’, N’, T’, Ñ, Ng, Tr, Ts, Ü.